# From Blood to Stone
From Blood to Stone è un singolo della band power metal/folk metal italiana Elvenking pubblicato nel 2008. Contiene le versioni acustiche di The Winter Wake (da The Winter Wake), The Perpetual Knot (da Wyrd) e From Blood to Stone che verrà utilizzata per il successivo album Two Tragedy Poets.

## Tracce
1. From Blood to Stone – 4:12
2. The Perpetual Knot (versione acustica) – 3:14
3. The Winter Wake (versione acustica) – 4:12